# Jiqoo.TV
Jiqoo.TV（ジクー・ティーヴィ）は、かつて存在した株式会社東京ベイスタジオが運営するインターネットテレビ局である。

## 概要
- 「お台場から全国→世界へ配信！」がキャッチフレーズ。一定の要件を満たせば比較的容易に一般視聴者が番組に出演したり、参加することができる。生放送のスタジオは、東京都港区台場デックス東京ビーチに所在する東京ベイスタジオ他。
- ほとんどが生放送番組（一部は録画放送）。ほとんどの番組が生放送中に文字チャットで番組に参加できる。
- 業界最大手の複合カフェスペースクリエイト自遊空間』と提携しており、全国の同店舗にある全PC約9000台にも配信している。

## 現在放送中の番組

### 毎日
- 4時:月刊ネレネーの羊
- 5時:月刊始発だゴー！ 元・無免許ライダー

### 月曜日
- 19時:tokageの時間ですよ～?!☆ tokage
- 20時:「STAR★DEBUT」No.02吉鶴舞(MAI) 吉鶴舞
- 21時:ButterFryKissのCOOL Beauty Hour ButterFryKiss
- 22時:谷さんのわかんなくなっちゃった
- 23時:Men'sCafe～メンズカフェ～ 大坂俊介 田所治彦 藤井貴規

### 火曜日
- 15時:お台場テレビショッピング 花満開 榎原杏奈
- 19時:TOKYO GIRLS PRODUCTION 榎原杏奈 相原一希 相川まどか
- 20時:「STAR★DEBUT」No.01松浦希美(NOZOMI) 松浦希美
- 21時:Brand New Vibeの『Share音Line♪』 Brand New Vibe
- 22時:ロード・トゥ・MEGAMI

### 水曜日
- 0時:8739～ハナサク～ 春謡漁介 飯島侑也
- 13時:参上!カミナリ調査隊～エリアA（調査編）～ 熊川雄大 黛実希 山本伸一 愛原みやび 中嶋みのる
- 17時:DANCE SHO-MAでショー☆ SHO-MA
- 18時:アイドルカレッジ2010「夢を追いかけて」 アイドルカレッジ2010
- 19時:自遊空間PRESENTS「Girl'sNextワンマンTV」 Girl'sNext
- 20時:「MARIKOのお部屋」 武田真理子
- 21時:自遊空間から!「もっともっと自遊空間」 菊地栞
- 22時:エキニュー恋愛総研PRESENTS～女子の夜会～「れ・ん・あ・いTALK」

### 木曜日
- 17時:LIVEcheers!RECOMMEND
- 18時:AKB48お台場ファイティーン AKB48 秋元才加 小林香菜 宮澤佐江
- 20時:HELLO TV 川奈栞
- 21時:生カカフカカ 桜井勝朗 高山銀平
- 22時:森麗樹の「星に願いを」 森麗樹

### 金曜日
- 0時:ちょいガッツTV ヒトミリリィ
- 16時:STAR@LIGHT GIRLS ch.
- 19時::「カミナリ調査隊DX」in喫茶「待合室」 熊川雄大 黛実希 山本伸一 愛原みやび 中嶋みのる
- 20時:お台場レインボーステーション Spirit えちうら
- 22時:姫リアンズTV 姫リアンズ

### 土曜日
- 13時:たべ★らぼ 鳴海なのか
- 14時:メル・リプレットの占いチャンネル（うらチャン） メル・リプレット
- 15時:愛原みや美の「みやビーム パラダイス」 愛原みや美
- 16時:「うきうきアーティストDX」 コッセこういち
- 18時:Seasideガールズの「大スキ!Seaside」 Seasideイメージガール
- 23時:フ女子の本音 糸雨愉水 kime.

### 日曜日
- 1時:みんなでチャレンジ「ごちゃもじゃ」 アドレナリン21
- 13時:Girl's Next「Channel G」 Girl's Next
- 14時:Girl's Next「Channel I」 Girl's Next
- 15時:Girl's Next「Channel R」 Girl's Next
- 16時:singre-songwriter AUDITION RAY
- 17時:Girl's Next「Channel L」 Girl's Next
- 18時:「STAR★DEBUT」No.03林恵理(ERI) 林恵理
- 20時:ゴシップギャル 川端かなこ 鈴木あや ろみひー
- 22時:DREAM LIVE TOURNAMENT 太田ゆうき コッセこういち